# 浓桥镇

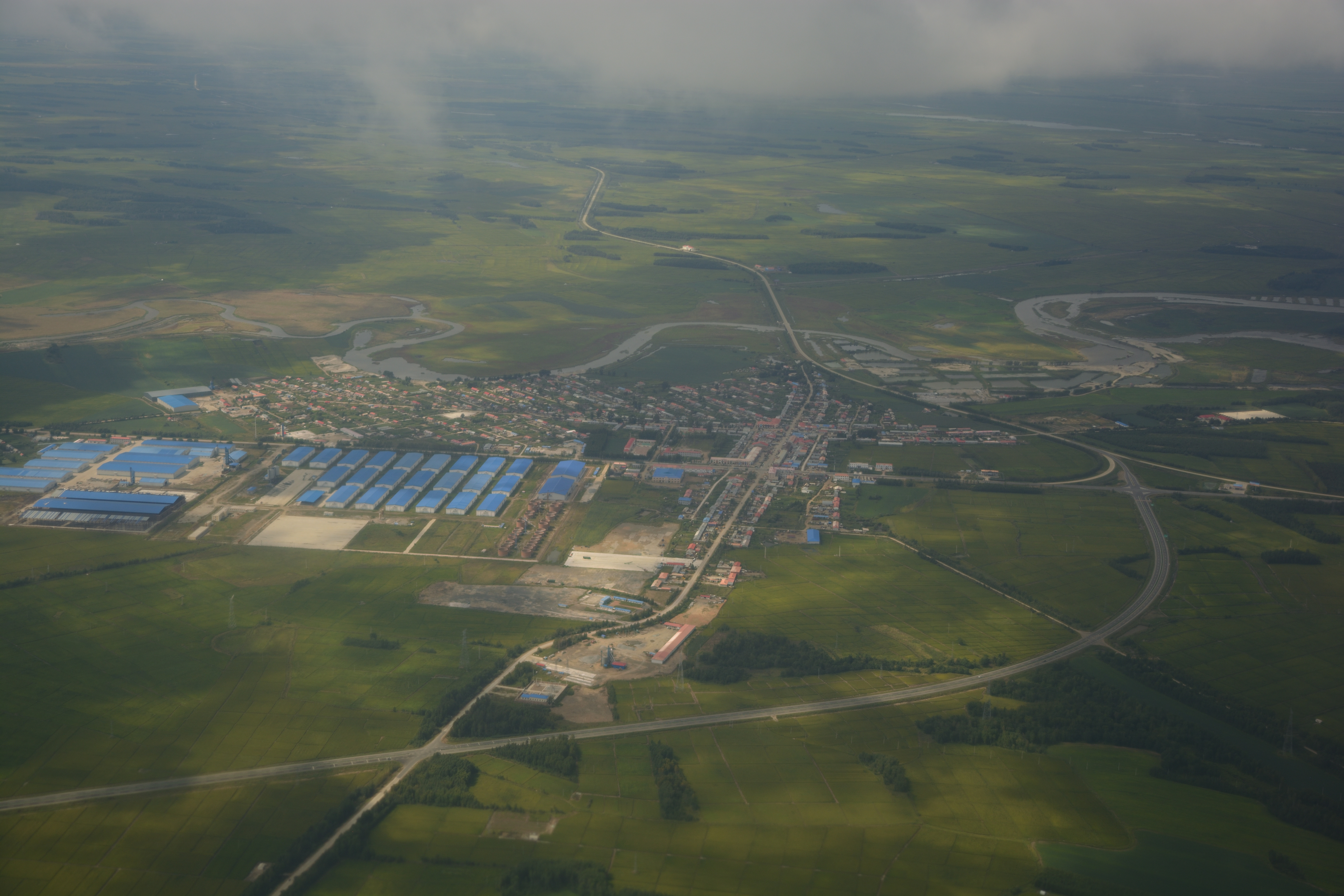
浓桥镇

浓桥镇，是中华人民共和国黑龙江省佳木斯市抚远市下辖的一个乡镇级行政单位。

## 行政区划
浓桥镇下辖以下地区：
东方红村、长征村、建国村、建设村、建胜村、建兴村、新海村、新江村和新远村。